# Pedreira (Sarandón)
Pedreira, oficialmente y en gallego A Pedreira, es una aldea española situada en la parroquia de San Miguel de Sarandón, del municipio de Vedra, en la provincia de La Coruña, Galicia. Según el IGE a fecha de 2021 cuenta con una población de 13 habitantes.